# Lerika
Lerika, nome artístico de Valeriya Engalycheva (em russo: Валерии Енгалычевой, Olomouc, República Checa, 7 de abril de 1999), é uma jovem cantora que representou a Moldávia no Festival Eurovisão da Canção Júnior 2011 com a canção No-No que terminou em 6º lugar com 78 pontos e representou a Rússia no Festival Eurovisão da Canção Júnior 2012 com a canção "Sensatsiya" que terminou em 4º lugar com 88 pontos.

## Biografia
Valeriya Engalycheva nasceu em 7 de abril de 1999, em Olomouc (República Checa). Canta a partir de 4 anos. Sua facilidade e talento musical foi descoberto pelo sua professora Elena, quando ela foi para a pré-escola. Ela está aprendendo a tocar violino e participou em muitos concursos de música em vários países como a Bielorrússia, Estónia, Itália, Moldávia e Rússia, entre outros, sendo sempre o primeiro ou dos primeiras posições.
Em 2011 foi seleccionada para representar a Moldávia no Festival Eurovisão da Canção Júnior 2011 com a canção "No-No" que terminou em 6º lugar com 78 pontos.
Por ter dupla nacionalidade (moldava e russa), em 2012 voltou a participar no Festival Eurovisão da Canção Júnior 2012, mas desta vez em representação da Rússia, com a canção "Sensatsiya que terminou em 4º lugar com 88 pontos".
Ela pode falar russo e romeno e muitas vezes vive em Bălţi (Moldávia), mas também tem uma casa na região de Yubileyny em Moscovo (Rússia).

## Discografia

### Singles
- "Pogoda razgulyalas" (Погода разгулялась) (2009)
- "Enigma" (2009)
- "No-No" (2011)
- "Sensatsiya" (Сенсация) (2012)

## Participação em concursos musicais
Entre as competições em que ela participou incluem os seguintes:
- 2006: Star of Bălți (Grand Prix) na Moldávia.
- 2007: Republican contest of vocalists: Award of the Year - Laura 2007 em Chisinau, (Moldavia) (Primeiro lugar).
- 2007: VII International Children fesitval of arts Kinotavrik em Sochi, (Rússia) (Primeiro lugar).
- 2007: Slavic Bazaar em Vitebsk (Bielorrússia).
- 2008: First Open International festival of Children's Art Sochi Olympic Star na Rússia (Primeiro lugar)
- 2008. Orpheus na Itália (Primeiro lugar).
- 2009: New Wave Junior.
- 2009: XI International vocal contest Tahtede Laul em Tallin (Estónia) (Primeiro lugar).
- VI Children Musical Contest of pop song Star of Eilat em Chisinau (Moldávia) (Primeiro lugar).
- X international contest Ceata lui Pitigoi na Roménia, (Terceiro lugar).
- 2011: VII International open contest-festival of young talents Crimea waves (Primeiro lugar).
- 2011:  Festival Eurovisão da Canção Júnior 2011 em Yerevan (Arménia) em representação da Moldávia. (Sexto lugar).
- 2012:  Festival Eurovisão da Canção Júnior 2012 em Ámsterdam (Países Baixos) em representação da Rússia. (Quatro lugar).